# Seibu Dome
Der Belluna Dome, besser bekannt unter dem offiziellen Namen Seibu Dome (jap. 西武ドーム Seibu Dōmu) ist ein Baseballstadion im Stadtteil Kami-Yamaguchi der japanischen Stadt Tokorozawa, Präfektur Saitama. Das Stadion, das am 14. April 1979 als „Seibu-Lions-Baseballstadion“ (西武ライオンズ球場, seibu raionzu kyūjō) eröffnet wurde, wurde zwischen den Spielzeiten 1998 und 1999 nachträglich mit einer Kuppel überdacht. Die Seiten des Stadions sind aber offen geblieben. Es ist die Heimspielstätte der Saitama Seibu Lions aus einer der zwei professionellen Baseballligen Japans, der Pacific League. 

## Geschichte
Der Belluna Dome wird hauptsächlich für Baseballspiele genutzt. Die Seibu Lions aus der Pacific League tragen seit der Eröffnung 1979 ihre Heimspiele im Stadion aus. Darüber hinaus wurde das Stadion für mehrere Konzerte genutzt, beispielsweise für AKB48, Big Bang oder Queen. Für 2005 und 2006 wurden die Namensrechte an das Unternehmen Invoice verkauft, woraufhin das Stadion in Invoice Seibu Dome umbenannt wurde. Von Januar 2007 bis 2008 trug es den Namen Goodwill Dome, der Vertrag mit dem Personaldienstleister Goodwill Group wurde anschließend vorzeitig aufgelöst und seitdem trug der Dome bis 2015 wieder seinen alten Namen Seibu Dome.
Von 2007 bis 2009 wurden Renovierungsarbeiten durchgeführt, bei denen unter anderem Teile der Tribüne umgestaltet und die Anzeigetafel erneuert wurden.
Von März 2015 bis März 2017 trug das Stadion den Namen „Seibu Prince Dome“ und warb damit für die japanische Hotelkette Prince Hotels, die ebenfalls der Seibu Group angehört. Anschließend wurden die Sponsoringrechte an das US-amerikanische Unternehmen Metropolitan Life Insurance Company (kurz MetLife) verkauft und das Stadion in „MetLife Dome“ umbenannt. Nachdem der Vertrag mit MetLife ausgelaufen war, wurde ab dem 1. März 2022 für fünf Jahre bis Ende Februar 2027 das Internet-Versandhaus Belluna neuer Namensgeber.

## Galerie

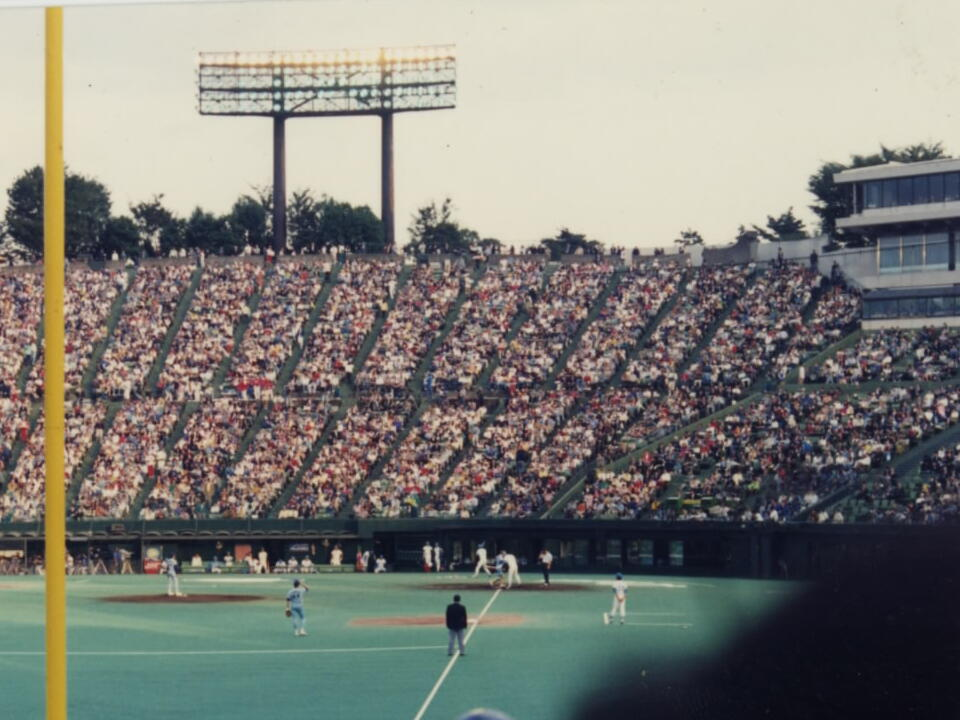
Das Stadion vor der Überdachung (Oktober 1993)
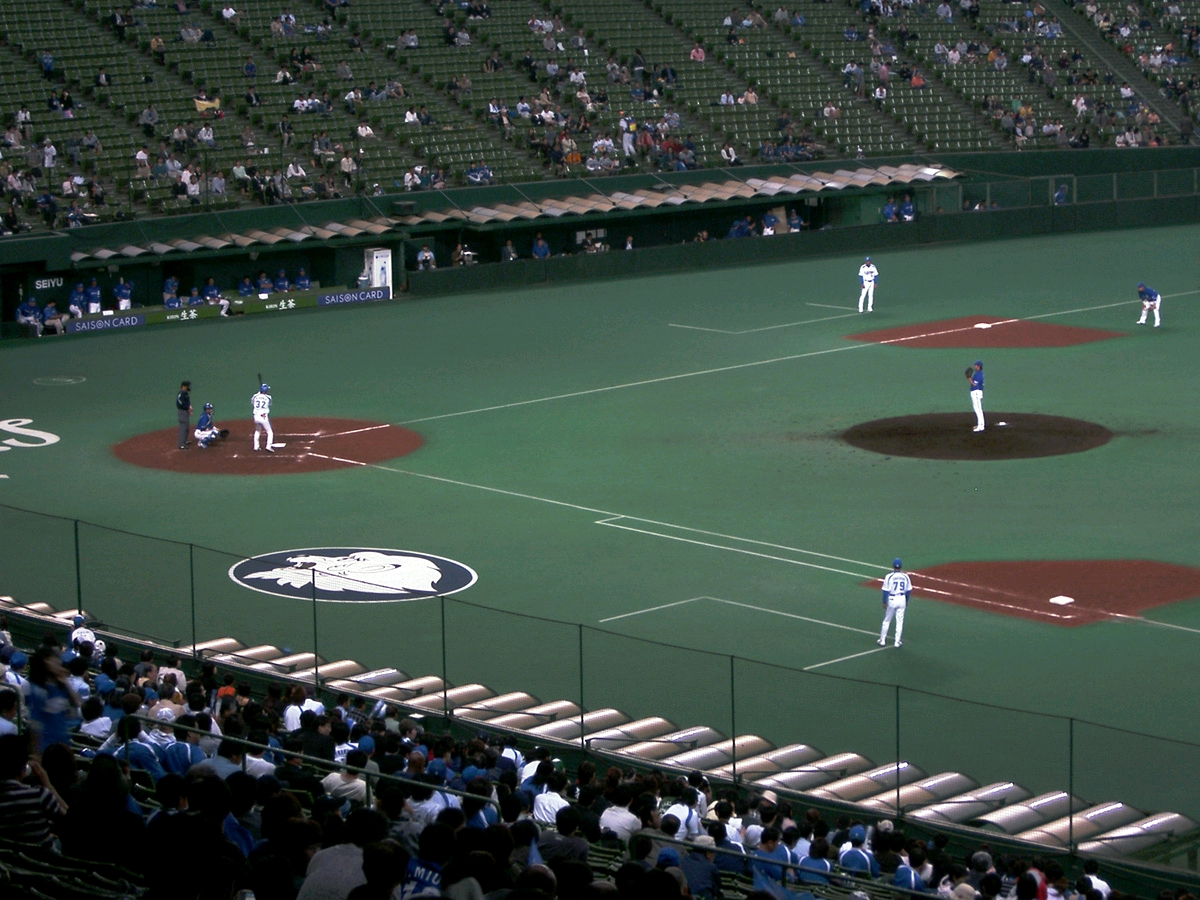
Innenansicht des Seibu Dome
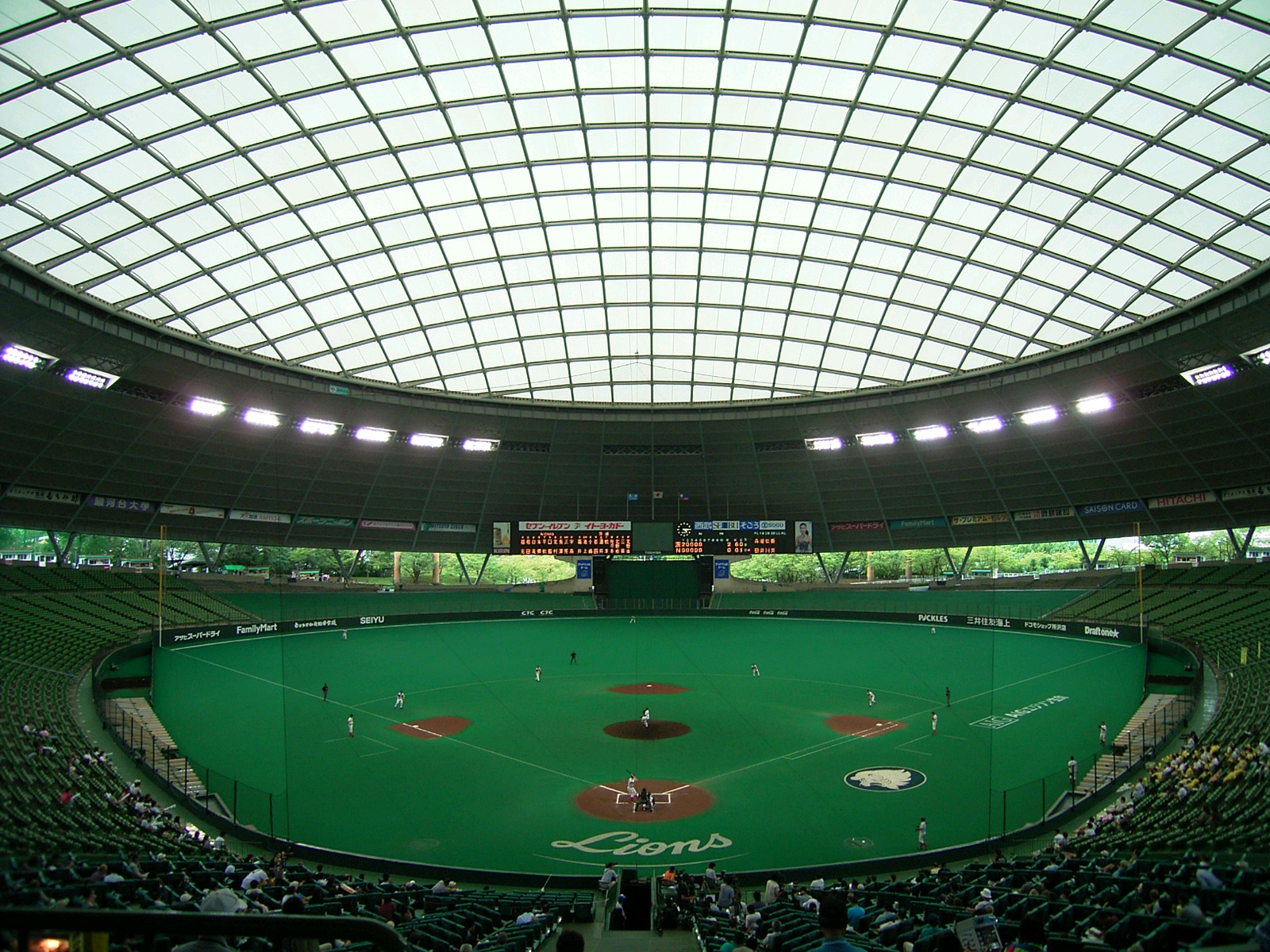
Der Seibu Dome im September 2007
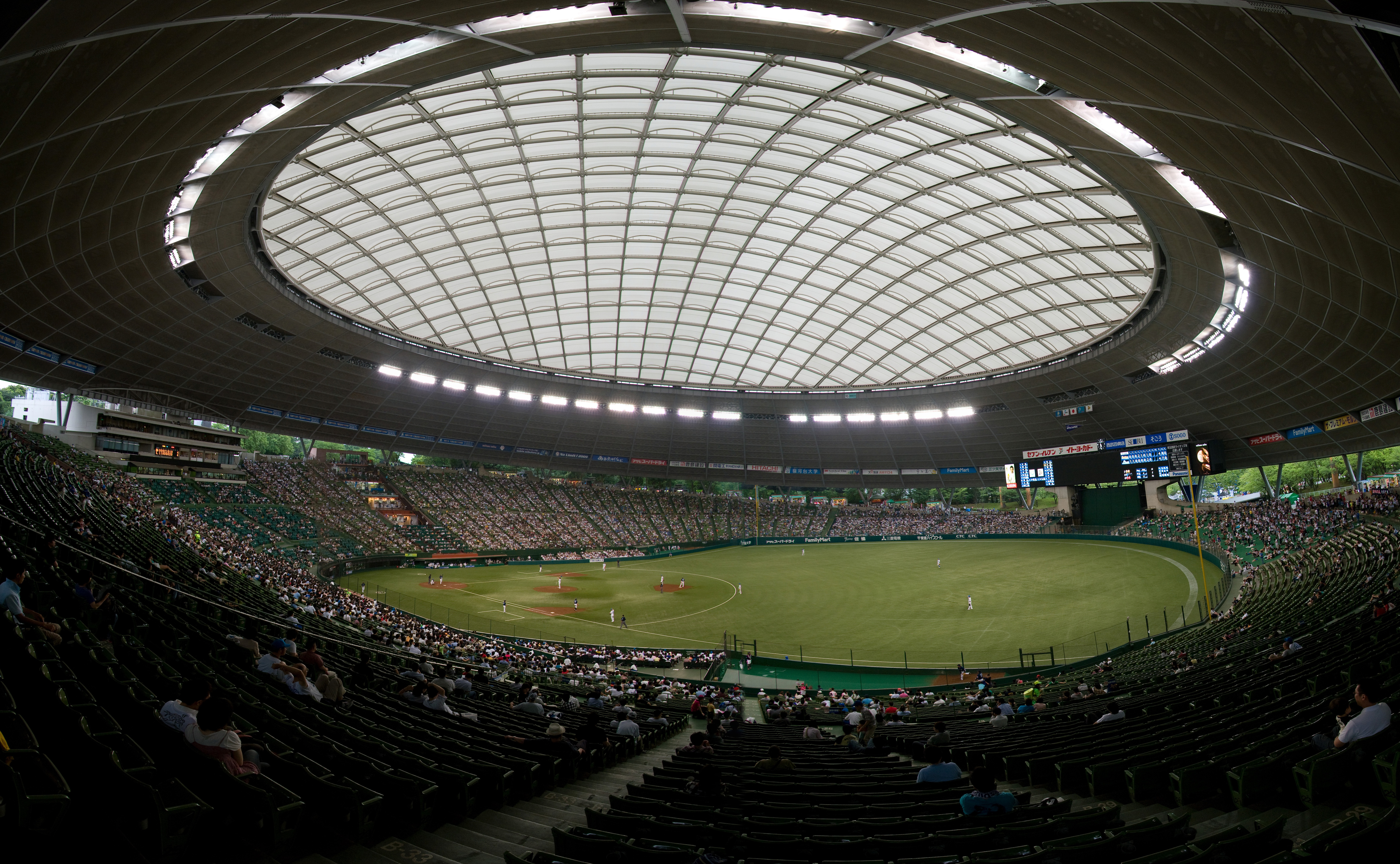
Innenraumpanorama